# کوستلتسکه هورکی
کوستلتسکه هورکی (به چکی: Kostelecké Horky) یک منطقهٔ مسکونی در جمهوری چک است که در ناحیه ریخنوف ناد کنیژنوو واقع شده‌است.